# Ian Davies
Ian Davies, né le 29 janvier 1956, à Launceston, en Australie et décédé le 7 novembre 2013, à Hobart, en Australie, est un ancien joueur australien de basket-ball.